# Marion Fouty Bon
Marion Fouty Bon, född 5 april 2017 i Frankrike hos Ecurie Jean-Pierre Barjon, är en fransk varmblodig travhäst. Hon tränas av Timo Nurmos och körs av Jorma Kontio.
Marion Fouty Bon började tävla i september 2020 och tog sin första seger i debuten. Hon har till juni 2021 sprungit in 942 000 kronor på 10 starter varav 7 segrar, 1 andraplats och 1 tredjeplats. Hon har tagit karriärens hittills största segrar i Margaretas Tidiga Unghästserie (2021 feb, mars).